# Clàssica de Sant Sebastià 2013
La Clàssica de Sant Sebastià 2013 és la 33a edició de la Clàssica de Sant Sebastià i es va disputar el dissabte 27 de juliol de 2013 a Euskadi sobre un recorregut de 232 quilòmetres. La cursa començà i acabà a Sant Sebastià.
El sorprenent vencedor de la cursa fou el francès Tony Gallopin (RadioShack-Leopard), que s'imposà en solitari a Sant Sebastià després d'atacar durant la pujada a Arkale, a manca de 15 quilòmetres. Alejandro Valverde (Movistar Team), el gran favorit, arribà en segona posició a 26 segons. En tercera posició acabà Roman Kreuziger (Team Saxo-Tinkoff).

## Equips
20 equips participen en aquesta edició de la Clàssica de Sant Sebastià, els 19 equips ProTour i un equip continental professional: Caja Rural.
| Núm.    | Codi | Equip                   |
| ------- | ---- | ----------------------- |
| 1-8     | BEL  | Belkin Pro Cycling Team |
| 11-18   | OGE  | Orica-GreenEDGE         |
| 21-28   | LTB  | Lotto-Belisol           |
| 31-38   | EUS  | Euskaltel–Euskadi       |
| 41-48   | MOV  | Movistar Team           |
| 51-58   | RLT  | RadioShack-Leopard      |
| 61-68   | VCD  | Vacansoleil-DCM         |
| 71-77   | LAM  | Lampre-Merida           |
| 81-88   | ALM  | AG2R La Mondiale        |
| 91-98   | FDJ  | FDJ                     |
| 101-108 | TST  | Team Saxo-Tinkoff       |

| Núm.    | Codi | Equip                   |
| ------- | ---- | ----------------------- |
| 111-118 | GRS  | Garmin-Sharp            |
| 121-126 | BMC  | BMC Racing Team         |
| 131-138 | OPQ  | Omega Pharma-Quick Step |
| 141-148 | KAT  | Team Katusha            |
| 151-158 | CAN  | Cannondale              |
| 161-168 | SKY  | Team Sky                |
| 171-177 | AST  | Astana Qazaqstan Team   |
| 181-188 | ARG  | Argos-Shimano           |
| 191-198 | CJR  | Caja Rural              |

## Classificació final
|    | Ciclista                 | Equip                   | Temps      | UCI World Tour Punts |
| -- | ------------------------ | ----------------------- | ---------- | -------------------- |
| 1  | Tony Gallopin (FRA)      | RadioShack-Leopard      | 5h 39' 03" | 80                   |
| 2  | Alejandro Valverde (ESP) | Movistar Team           | + 26"      | 60                   |
| 3  | Roman Kreuziger (CZE)    | Team Saxo-Tinkoff       | + 28"      | 50                   |
| 4  | Mikel Nieve (ESP)        | Euskaltel–Euskadi       | + 28"      | 40                   |
| 5  | Nicolas Roche (IRL)      | Team Saxo-Tinkoff       | + 29"      | 30                   |
| 6  | Mikel Landa (ESP)        | Euskaltel–Euskadi       | + 34"      | 22                   |
| 7  | Moreno Moser (ITA)       | Cannondale              | + 51"      | 14                   |
| 8  | Pieter Serry (BEL)       | Omega Pharma-Quick Step | + 51"      | 10                   |
| 9  | Bauke Mollema (NED)      | Belkin Pro Cycling Team | + 51"      | 6                    |
| 10 | Sylvain Chavanel (FRA)   | Omega Pharma-Quick Step | + 51"      | 2                    |